# Charles Grey (militär)

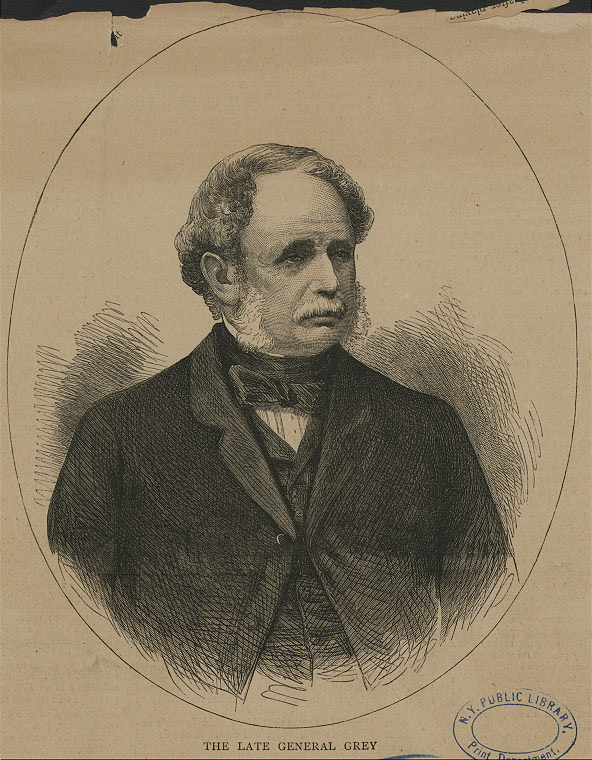
General Charles Grey.

Charles Grey, född den 15 mars 1804, död den 31 mars 1870, var en brittisk militär, bror till Henry Grey, 3:e earl Grey, far till Albert Grey, 4:e earl Grey.
Grey var faderns privatsekreterare under dennes premiärministertid och tjänade sedan i samma egenskap prins Albert 1849-61 och därpå drottning Viktoria 1861-70.  
Underhuset tillhörde Grey (som liberal) 1831-37. 1865 blev han general. Han utgav en biografi över sin far (1861) och - under drottningens överinseende - Early years of his royal highness the Prince consort (1867).